# Barbodes katolo
Katolo (Puntius katalo) là một loài cá vây tia trong họ Cyprinidae. Nó chỉ được tìm thấy ở Philippines.